# DAX
A DAX (németül Deutscher Aktienindex) Németország 40 legfontosabb vállalatának tőzsdei állapotát mutatja percről percre egyetlen mutatóban. Körülbelül a piac 80%-át reprezentálja (piaci kapitalizáció alapján). 2020 januárjában az index piaci kapitalizációja körülbelül 1200 milliárd euró.

## Az index tagjai
A DAX értékét jelenleg az alábbi 30 cég alapján számolják ki (kiegészítés lejjebb):
- Adidas
- Allianz
- Altana
- BASF
- Bayer
- BMW
- Commerzbank
- Continental
- Daimler
- Deutsche Bank
- Deutsche Börse
- Deutsche Post
- Deutsche Telekom
- Delivery Hero
- E.ON
- Fresenius Medical Care
- Henkel
- Hypo Real Estate
- Infineon
- Linde
- Lufthansa
- MAN
- Metro Group
- Münchener Rück
- RWE
- SAP
- Siemens
- ThyssenKrupp
- TUI
- Volkswagen

- 2021.09.20-tól a következő tíz vállalat került az indexbe: 
  - Airbus (AIR.DE)
  - Puma (PUM.DE)
  - Porsche Automobil Holding (PAH3.DE)
  - HelloFresh (HFG.DE)
  - Zalando (ZAL.DE)
  - Siemens Healthineers (SHL.DE)
  - Sartorius (SRT.DE)
  - Qiagen (QGEN.US)
  - Brenntag (BNR.US)
  - Symrise (SY1.DE)

## Bekerülési feltételek
Ahhoz, hogy egy vállalat bekerülhessen a DAX-indexbe, a következő feltételeknek kell megfelelnie:
- A Frankfurti Tőzsdén (Xetra) kereskednek a részvényeivel
- Megfelel a Frankfurti Tőzsde Prime Standard kritériumainak
- A vállalat részvényeinek legalább 10%-ával nyilvánosan kereskednek
- A vállalat székhelye Németországban található vagy a vállalat részvényeinek túlnyomó részével Frankfurtban kereskednek és a vállalat székhelye az EU-ban található